# Empire mongol
Cette page contient des caractères spéciaux ou non latins. S’ils s’affichent mal (▯, ?, etc.), consultez la page d’aide Unicode.
Ne doit pas être confondu avec Empire moghol.
Cet article traite de l'Empire Mongol selon l'historiographie classique, majoritaire et consensuelle. Pour les travaux issus de l'historiographie alternative récente, voir Historiographie alternative de l'empire Mongol
1206–1243/1294
Entités précédentes :
- Tribus mongoles
- Territoire ouïghour
- Khanat des Kara-Khitans
- Royaume des Xia occidentaux
- Empire khwarezmien
- Territoire des Coumans
- Dynastie Jin
- Califat abbasside
- Dynastie Song
- Bulgarie de la Volga
- Khaganat kirghize du Ienisseï

Entités suivantes :
- Horde d'or
- Khanat de Djaghataï
- Empire ilkhan
- Dynastie Yuan
  - Goryeo

L’Empire mongol (ᠶᠡᠬᠡ
ᠮᠣᠩᠭᠣᠯ
ᠤᠶᠯᠤᠰ, ikh mongol ulus, litt. « Grand État mongol ») est le nom donné à l'empire fondé et dirigé au début du XIIIe siècle par le souverain Gengis Khan, puis par ses descendants. Ces conquêtes n'abolissent d'ailleurs pas toujours les formes antérieures d'administration mises en place par les États vaincus de part et d'autre de l'Eurasie, ce qui pose la question de la nature originale de l'Empire mongol sur le plan de son unité politique, linguistique, religieuse et économique. De plus, sa géographie, mêlant vastes territoires désertiques peu peuplés (steppes d'Asie centrale) et zones de peuplement denses (littoraux chinois et confins occidentaux), son rapide éclatement, ainsi que l'impossible gestion d'une telle superficie avec les moyens techniques et humains de l'époque soulèvent des questions de définition sur la nature précise de l'État mongol médiéval.
À la fin du XIIIe siècle, il s'étend de la rive orientale de la Méditerranée à l'océan Pacifique sur une large bande incluant l'Europe extrême orientale, le Proche-Orient, le Moyen-Orient, l'Asie centrale, les steppes russes et une partie de la Sibérie jusqu'à la mer Baltique, le nord de l'Inde, la Mongolie, toute la Chine.
À partir de 1260, il se divise en quatre régions, gérées par quatre dynasties issues des descendants directs de Genghis Khan. Ces régions sont appelées ulus (mongol bitchig : ᠤᠯᠤᠰ, translittération : ulus ou mongol cyrillique : улс ; translittération : uls, littéralement : pays, région) :
- au Nord-ouest, les steppes russes, territoire de la Horde d'or où règnent les descendants de Djötchi, fils aîné de Gengis Khan ;
- au Sud-ouest, le domaine des Ilkhans de Perse descendants de Hülegü, fils de Tolui, le plus jeune fils de Gengis Khan ;
- au Centre, le khanat de Djaghataï, fief des descendants de Djaghataï, deuxième fils de Gengis Khan ;
- à l'Est, englobant la Mongolie, la Chine de la dynastie Yuan fondée par Kubilai Khan (petit-fils de Gengis Khan), décrite notamment dans Le Livre de Marco Polo.

L'Empire mongol voit rapidement son unité voler en éclats sous le règne de Kubilai Khan, petit-fils de Gengis Khan, dont le pouvoir se concentre sur la Chine — dont il a été fait empereur — tandis que les trois autres dynasties principales créent des États indépendants, chacune sur son ulus respectif. Après la disparition de l'empire unifié sous l'égide d'un même chef, le rêve de tous les dirigeants centre-asiatiques fut régulièrement de tenter de reconstituer l'empire mongol, sans jamais cependant pouvoir le réaliser, à l'image de la tentative de Tamerlan à la tête de l'Empire timouride. D'autres souverains asiatiques reprirent par la suite le nom même d'Empire mongol et revendiquèrent une ascendance mongole, comme les grands Moghols qui règnent sur l'Inde du nord de 1526 à 1857, d'origine turcique (turcs d’Asie centrale) et non mongole. Certaines principautés (khanats) maintinrent une continuité dynastique jusque dans les années 1920.

## Nom
L'Empire mongol fut appelé de son temps ᠶᠡᠬᠡ
ᠮᠣᠩᠭᠣᠯ
ᠤᠶᠯᠤᠰ (ikh mongol ulus, « Grand État mongol »).

## Histoire

### Contexte et origine de l'Empire mongol

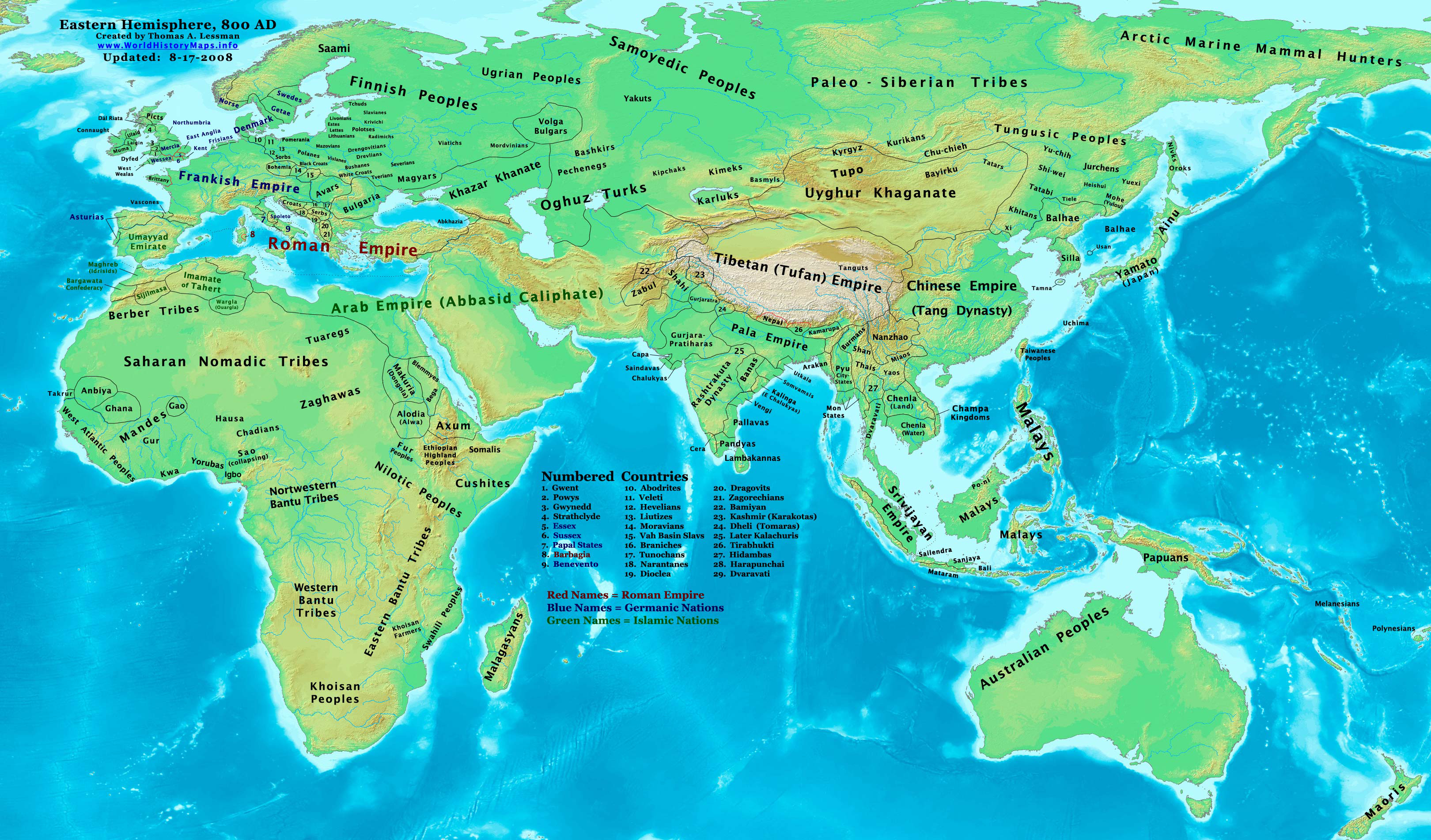
Asie vers 800.

Le contexte historique de l'Empire mongol doit s'observer au travers du prisme des Empires nomades. Les Mongols sont un peuple turco-mongol descendant des Xianbei, pour les Chinois Hu de l'Est. Ces proto-mongols parlent le khitan, langue associée au mongol. Ce sont des pasteurs nomades qui chassent au IIe siècle les Xiongnu, établis dans l'actuelle Mongolie orientale depuis le IIe siècle av. J.-C. Premier Empire des steppes, ces Huns d'Asie aux origines peu connues sont en effet les premiers nomades à dominer un ensemble territorial et y installent une capitale : Long Cheng. Au IVe siècle, c'est au tour du Kaghanat Rouran de contrôler une région qui s'étend du Xinjiang à la Sibérie. Peuple de métallurgistes, ils sont les premiers à appeler leur chef Khagan, (aussi écrit sous la forme Khaan), un titre qui se différencie du Khan, comme lui étant supérieur, pouvant être compris comme « Grand Khan », et qui serait l'équivalent de la dignité impériale en Europe. Plusieurs empires se succèdent comme les Göktürks en 552, les Ouïgours en 743 ou les Kirghiz en 840.

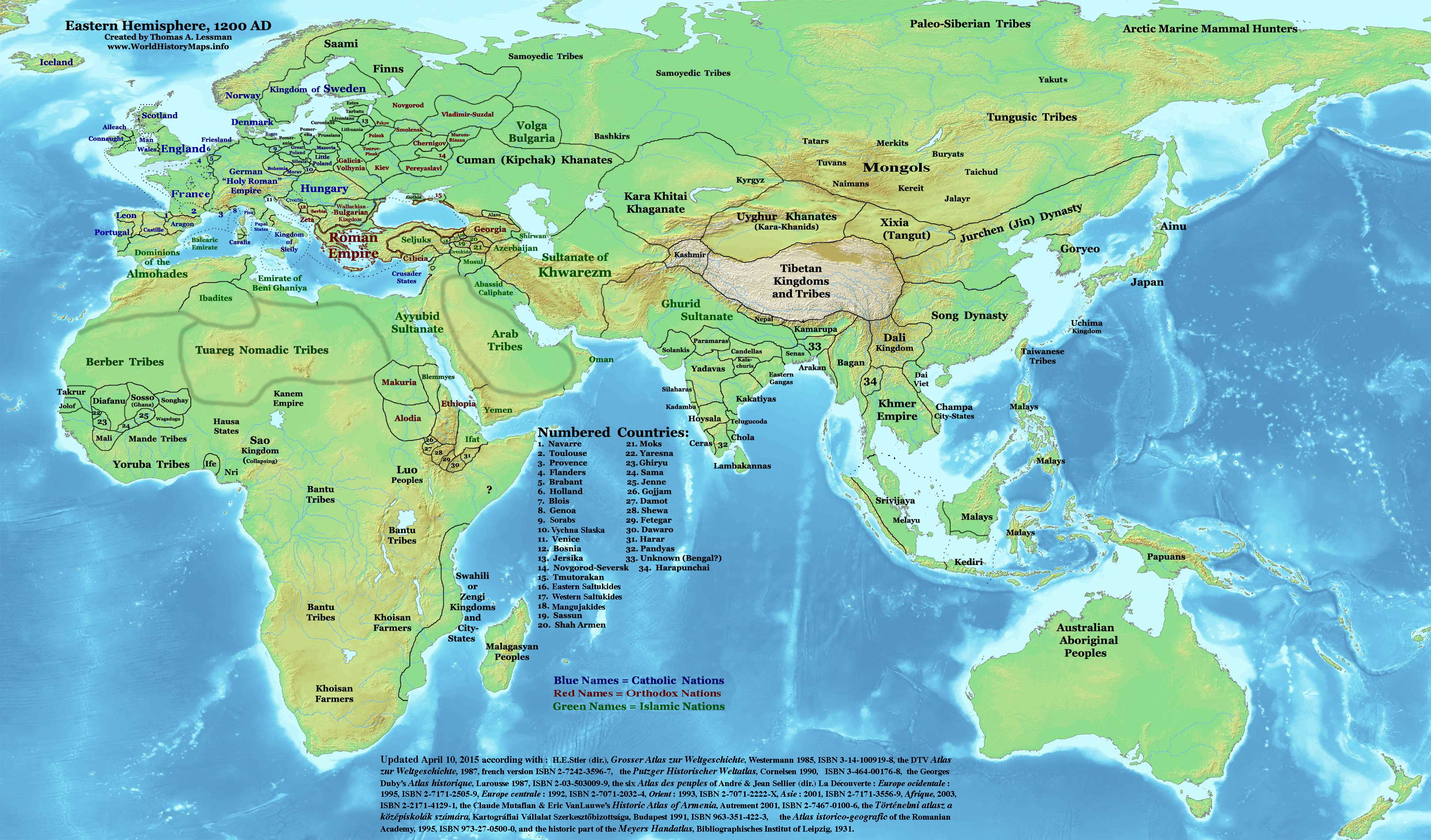
Eurasie vers 1200.

Au XIIe siècle, le territoire mongol est partagé entre plusieurs populations nomades comme les Tatars, les Kéraït, les Naïmans et les Mongols. Ces peuples se subdivisent en une quarantaine de clans ou maisons dynastiques caractérisés par des relations politiques fluides qui permettent des transformations territoriales rapides. C'est dans ce contexte que Khaboul Khan, ancêtre de Gengis Khan, parvient à unifier les différentes maisons du Khamag Mongol et initier les premiers mouvements expansionnistes. Il est interrompu par une coalition entre Tatars et Jin vers 1150.

### Ascension de Gengis Khan

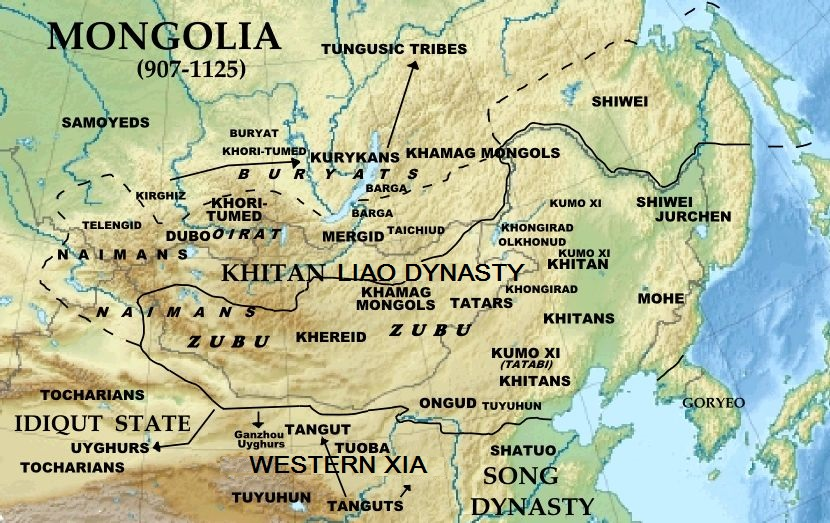
Carte de la Mongolie (907-1125).

Temüdjin, qui allait devenir Gengis Khan était un arrière-petit-fils de Qabul Khan, fils d’un chef du clan des Bordjiguines. Il est donc de bonne famille mais sa naissance ne le place pas d’emblée dans la classe des hauts dirigeants de la société mongole. On ne sait pas en quelle année se situe sa naissance : ce peut être 1155, 1162 ou 1167.
À la suite de l’assassinat de son père pour des raisons politiques, sa famille est exclue du clan et condamnée à mener une existence errante.

Temüdjin se rend auprès du puissant khan des Kereit, Toghril, ami de son père, et devient son vassal.

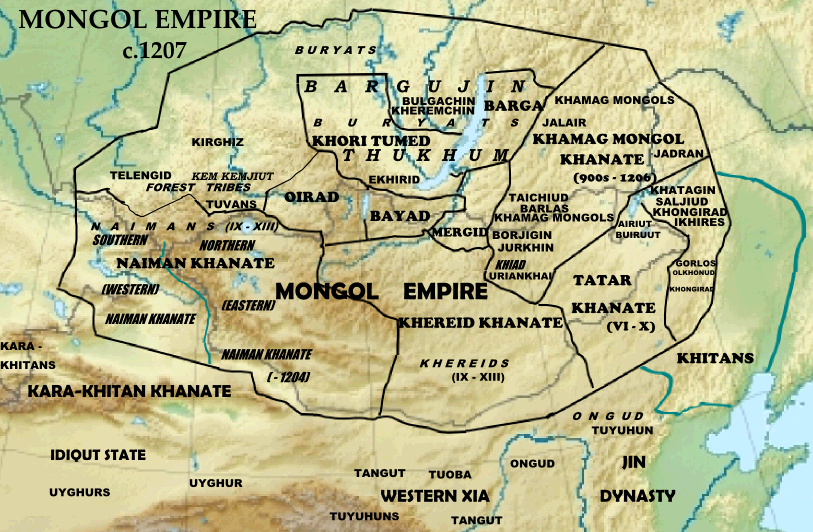
Carte de l’Empire mongol (c. 1207).

Entre 1187 et 1196, Gengis Khan est proclamé khan (c'est-à-dire roi). Il défait les Tayitchi'out, qui vivent au sud de l'actuelle Bouriatie, en Sibérie, puis les Tatars, ce qui lui permet de contrôler la Mongolie orientale. En 1203, il rompt avec Toghril, qui est tué. Les Kereit se rallient. L'année suivante, il soumet les Merkit et les Naïmans, à l'ouest de l'actuelle Mongolie. Dès lors, Gengis Khan contrôle presque tout le territoire mongol. En 1205, il commence la conquête du royaume Tangout des Xixia, qui résistent dans leurs villes fortifiées jusqu'en 1209. Une grande assemblée en 1206 (qurultay) le nomme khan universel (Tchingis Qaghan). L'année suivante, son fils aîné Djötchi soumet les Kirghiz tandis que les Ongüt de l’Ordos et les Karlouks de l’Ili se rallient spontanément à l’empire.
L'ascension personnelle de Gengis Khan constitue l'aboutissement de l'histoire de l'unification sociale et politique de la steppe eurasienne dont le processus lent se poursuit depuis plusieurs siècles. L'expansion impériale de l'Empire mongol s'inscrit dans la lignée des précédents empires nomades. Ce projet politique contient les éléments d'une translatio imperii nomade réinvestie et revendiquée par Gengis Khan en tant que personnage providenciel.

### Conquêtes

#### Sous Gengis Khan

Évolution de l'empire mongol hors Sibérie et Grand Nord russe
Empire mongol
De 1243 à 1294, l'empire a été scindé en :
Horde d'or
Khanat de Djaghataï
Ilkhanat
Dynastie Yuan

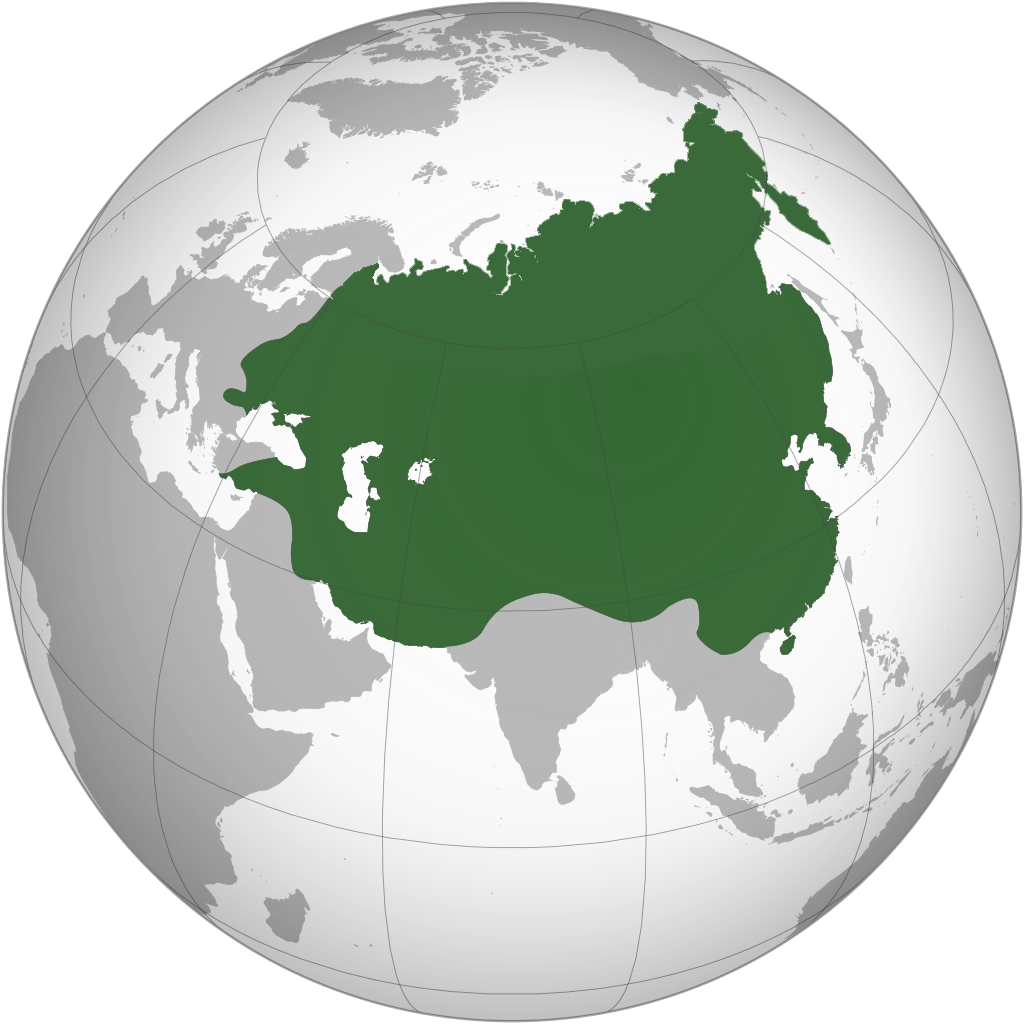
Extension maximale de l'empire mongol en incluant la Sibérie et le Grand Nord russe.

Les campagnes de Gengis Khan.

Le nouvel Empire mongol se trouve entourés de plusieurs territoires avec lesquels Gengis Khan négocie diverses relations diplomatiques et commerciales à son avantage. Les Ouïgours se rallient en 1209 aux côtés des Karlouks. Ils sont à l'origine de l'écriture mongole.
À l'inverse, l'empire doit faire face aux Tangoutes et aux Jin qui s'opposent à la montée en puissance mongole. C'est en 1210 que Gengis Khan achève sa première campagne militaire et soumet le royaume des Xia Occidentaux,, tremplin contre la Chine. Au printemps 1211, il lance l'assaut contre les Jin, une dynastie fondée en 1115 par les Jürchen, peuple apparenté aux Mandchous. La ville de Pékin, capitale des Jin, est prise et pillée en 1215, mais le souverain Jin se réfugie à Kaifeng. Cette dynastie ne s'effondre définitivement qu'en 1234, sous l'action conjuguée des Mongols et des Chinois du Sud, qui se sont alors alliés.
Sur la frontière occidentale, l'empire est menacé en 1216 par la montée sur le trône des Kara-Khitans d'un chef Naïmans. Fermement opposés à la soumission aux mongols, ils hébergent les différentes maisons en fuites. En 1217, une partie de l'armée mongole menée par le général Djebé prend possession du Kara Khitaï,. Leur chef est décapité et l'empire Kara Khitaï cesse d'exister en 1219 sous la pression de l'expansion mongole.
En 1218, Gengis Khan se tourne vers l'ouest : le chah du Khwarezm Ala ad-Din Muhammad, arrivé au sommet de sa puissance, en porte la responsabilité. Soucieux d'étendre ses possessions vers l'ouest, il avait conclu en 1218 un accord avec Gengis Khan : Ala al-Din Muhammad serait maître de l'Occident, Gengis Khan maître de l'Orient. Or, en cette même année 1218, l'accord à peine conclu, une immense caravane venant de Mongolie est arrêtée à Otrar aux frontières du Khwarezm et ses hommes sont massacrés. Gengis Khan envoie trois ambassadeurs pour demander réparation : l'un est mis à mort, les deux autres renvoyés avec le crâne rasé. Gengis Khan ne peut supporter ni ce défi ni cette humiliation et rassemble une immense armée de cavaliers.
En septembre 1219, Gengis Khan envahit l'Empire khwarezmien, centré sur l'actuel Ouzbékistan. Sa campagne, ponctuée par de terribles massacres, le conduit jusqu'au nord-ouest de l'Inde en 1222, mais ses troupes se retirent, gênées par le climat. Un détachement de 10 000 hommes, conduit par Subötai et Djebé, s'aventure jusqu'en Russie (1221-1223). La conquête du Khwarezm s'achève en 1224 et Gengis Khan rentre en Mongolie au printemps 1225.
En 1226, les armées de Gengis Khan pénètrent à nouveau en Chine centrale afin de réprimer une révolte des Xia. Il meurt en 1227 à Qingshui dans l'actuel Gansu, mais sa mort est tenue secrète jusqu'à la fin du siège. L'ensemble des campagnes militaires engagées cessent également à l'annonce de sa mort et ce jusqu'à la nomination d'un nouveau Khan. L'empire mongol contrôle alors une bande de terre de 2 500 km (distance nord-sud) qui s’étend de la mer Caspienne à la mer de Chine méridionale.
Gengis Khan met en place un service postal, le Ortoo ou yam, qui sera sans aucun doute un des facteurs décisifs des victoires foudroyantes de ses armées.

#### Sous les successeurs de Gengis Khan

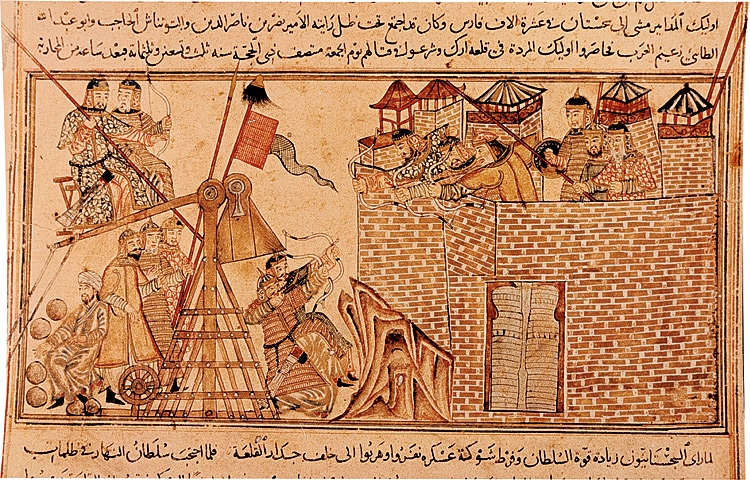
Les Mongols assiégeant une ville, XIIIe siècle.

Durant les 30 années qui suivent, les trois successeurs de Gengis Khan sont des diplomates et des guerriers habiles. Ils complètent les conquêtes de la Chine, de l’Iran, de l’Irak, de la Syrie, de l’Anatolie et de l’Europe orientale.
Deux ans après la mort de Gengis Khan, en 1227, son troisième fils Ögödei lui succède. C'est sous son règne que se déroule la grande campagne d'Europe, entre 1236 et 1242. Les armées des principautés russes, puis polonaises et hongroises sont balayées, et les Mongols poussent jusqu'aux rives de l'Adriatique. À l'annonce de la mort d'Ögödei, les troupes mongoles se retirent, ce qui sauva vraisemblablement l'Europe. Mais leurs armées ne cessent pas de razzier l'Europe centrale. En 1259, après avoir dévasté la Lituanie, 20 000 Mongols attaquent de nouveau la Pologne et la pillent ; le pape Alexandre IV projette une croisade contre eux. En 1265, attaque contre la Grèce ; la Thrace est dévastée ; l'empereur byzantin envoie des cadeaux et marie deux de ses filles à des khans. En 1271 et 1274, des raids sont lancés contre la Bulgarie. En 1275 et 1277, nouveau raid contre la Lituanie. En 1284, nouvelle invasion de la Hongrie, les villes de Transylvanie sont ravagées. En 1287, pillage de la Pologne, Cracovie est de nouveau dévastée. En 1293, attaque contre la Serbie, qui doit reconnaître la suzeraineté mongole. La Russie ne sera libérée du joug de la Horde d'or qu'en 1480 par Ivan III de Russie lors de la Grande halte sur la rivière Ougra.
Gengis Khan avait en 1203 pris Karakorum, la capitale du khan des Kereit, située à 320 km à l'ouest d'Oulan-Bator, Ögödei la fortifie en 1235 et elle reste la capitale mongole jusqu'en 1260, à l'avènement de Kubilaï qui déplace le centre de l'empire mongol au sud-est, en Mongolie intérieure, à Shangdu (près de l'actuelle Chao-naimen-sumu, 42°22-116°11).

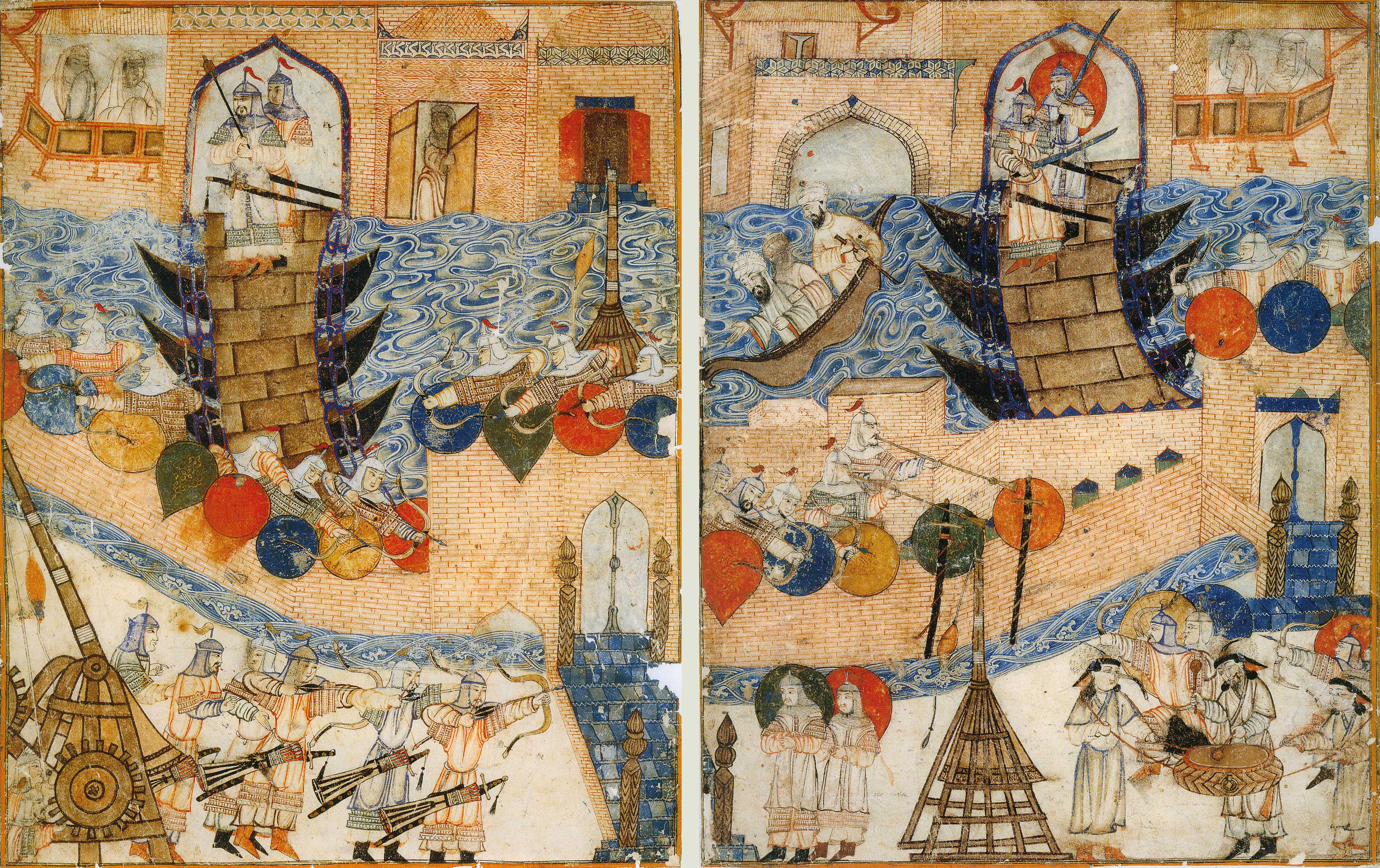
Le siège de Bagdad par les Mongols en 1258.

Möngke est le dernier des Grands Khans à conserver la tradition nomade. Après lui, son successeur, Kubilai Khan, est absorbé par la civilisation chinoise, et les Ilkhans du Moyen-Orient par la civilisation perse. Seule la Horde d'or sur la Volga, et les apanages sur le Turkestan (Qaidu) restent attachés aux traditions de la steppe, mais se sédentarisent également, en partie du moins. Pendant son règne, la féodalisation connaît un vif essor tant en Mongolie que sur les territoires conquis, où les chefs mongols succèdent aux seigneurs locaux qui deviennent leurs vassaux.
À la mort d'Ögödei en 1241, le pouvoir est détenu par son épouse, la régente Töregene. Güyük, fils de l'empereur défunt, accède au trône en 1246, mais meurt deux ans plus tard, sans doute empoisonné par un complot qui met au pouvoir la branche du plus jeune fils de Gengis Khan. En juillet 1251 Möngke devient Grand Khan des Mongols. Sous son règne la conquête mongole reprend en direction de l'Iran et de l'Irak, puis du Sichuan et du Tibet. Elle échoue cependant contre la Chine du Sud des Song. Son frère Hülegü est nommé vice-roi d'Iran (Il-khan) en 1253 et prend Bagdad le 10 février 1258, mettant un terme au Califat abbasside que les Türks Seljoukides maintenaient. Le calife Al-Musta'sim est exécuté.
En 1259, à la mort de Möngke, l’empire se scinde en quatre parties : la Chine des Yuan à l’est, le Djaghataï au centre, l’Ilkhan au sud-ouest (Iran, Irak et Syrie) et la Horde d'or au nord-ouest (Russie et Europe orientale). L'année suivante, l’empire mongol perd sa première bataille à Aïn Djalout, lorsque l’Égypte mamelouk s’empare de la Syrie devant une petite armée mongole de 15 000 hommes, le gros des troupes ayant été rappelé par Hülegü en vue de la succession de Möngke. Les quatre parties de l’empire ne coopèrent plus et entrent en conflit entre elles… Les seigneurs mongols s’assimilent aux sociétés locales, s’appuyant sur les seigneurs féodaux, le clergé musulman et les riches commerçants.

### Apogée de l'empire

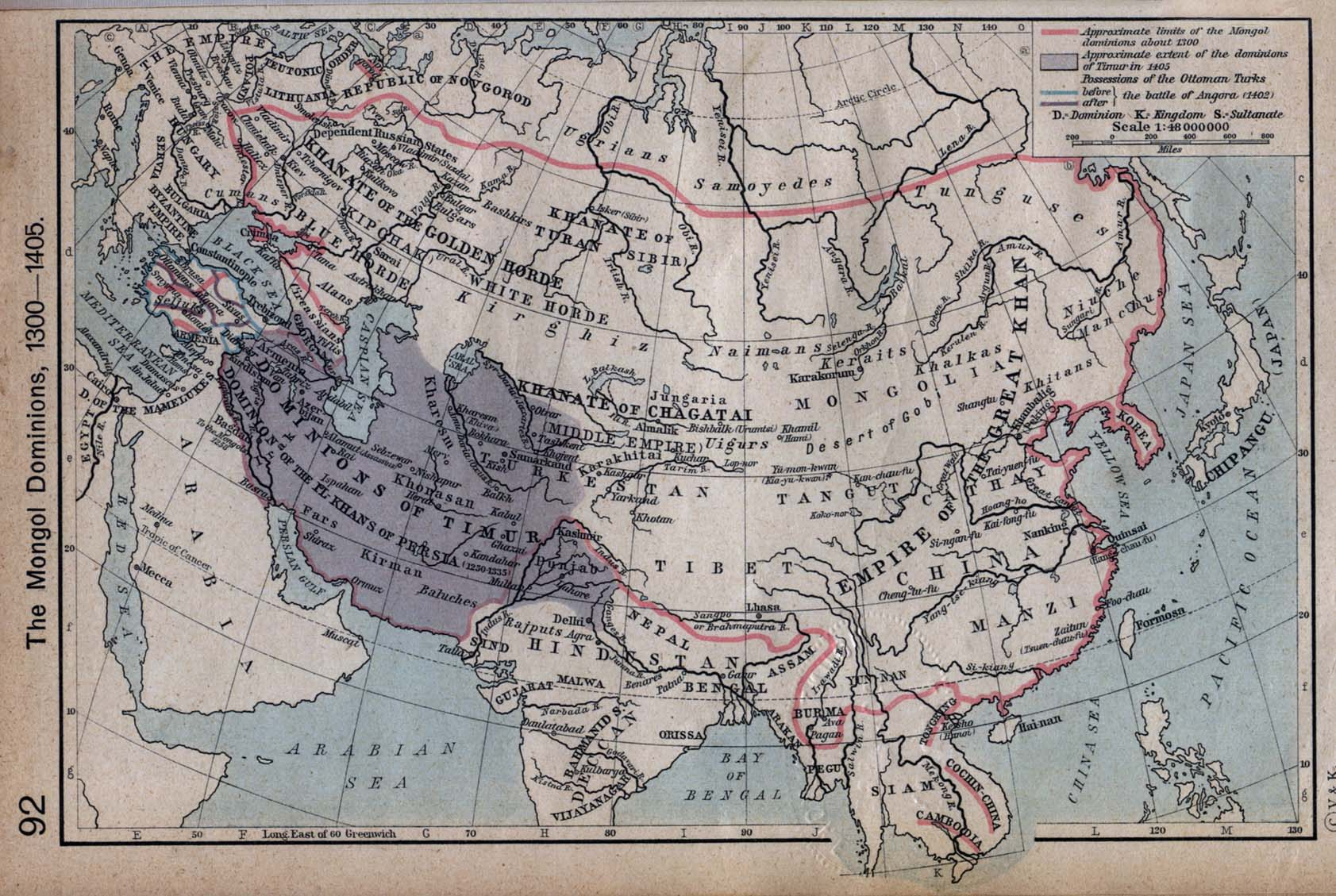
L'empire mongol à son apogée en 1300. L'empire timuride en 1405.

Kubilaï, un frère de Möngke, lui succède le 16 mai 1260, à l'issue d'un coup de force : les souverains se faisaient normalement élire lors d'une assemblée, le qurultay, mais Khubilaï ne convoque pratiquement aucun parent et se fait élire à Shangdu, et prend pour capitale temporaire Khanbalik (Pékin), et non plus Karakorum, contrôlé par Ariq Boqa. Sa légitimité contestée mène à la guerre civile toluid qui permet de confirmer le découpage géopolitique entre les différents ulus (territoires et khanat) dirigés par les différentes maisons dynastiques. Au terme de cette répartition, Karakorum redevient la capitale impériale durant l'été et Pékin sa capitale d'hiver. La pacification des territoires mongols mène à la Pax Mongolica qui sécurisent les voies de communication et la route de la soie qu'emprunte notamment Marco Polo.

Cet équilibre intérieur au sein de l'Empire permet aux politiques d'expansion des territoires de reprendre. Un projet d'expansion vers l'Égypte est avorté à cause des tensions entre la Horde d'Or et les Ikhanides, cependant les projets d'expansion en Chine se confirment. Kubilai achève la conquête des territoires en 1279 après une victoire durant la bataille de Yamen contre les Song. Il obtient leur reddition inconditionnelle et la Chine méridionale est intégrée à l'Empire mongol. 

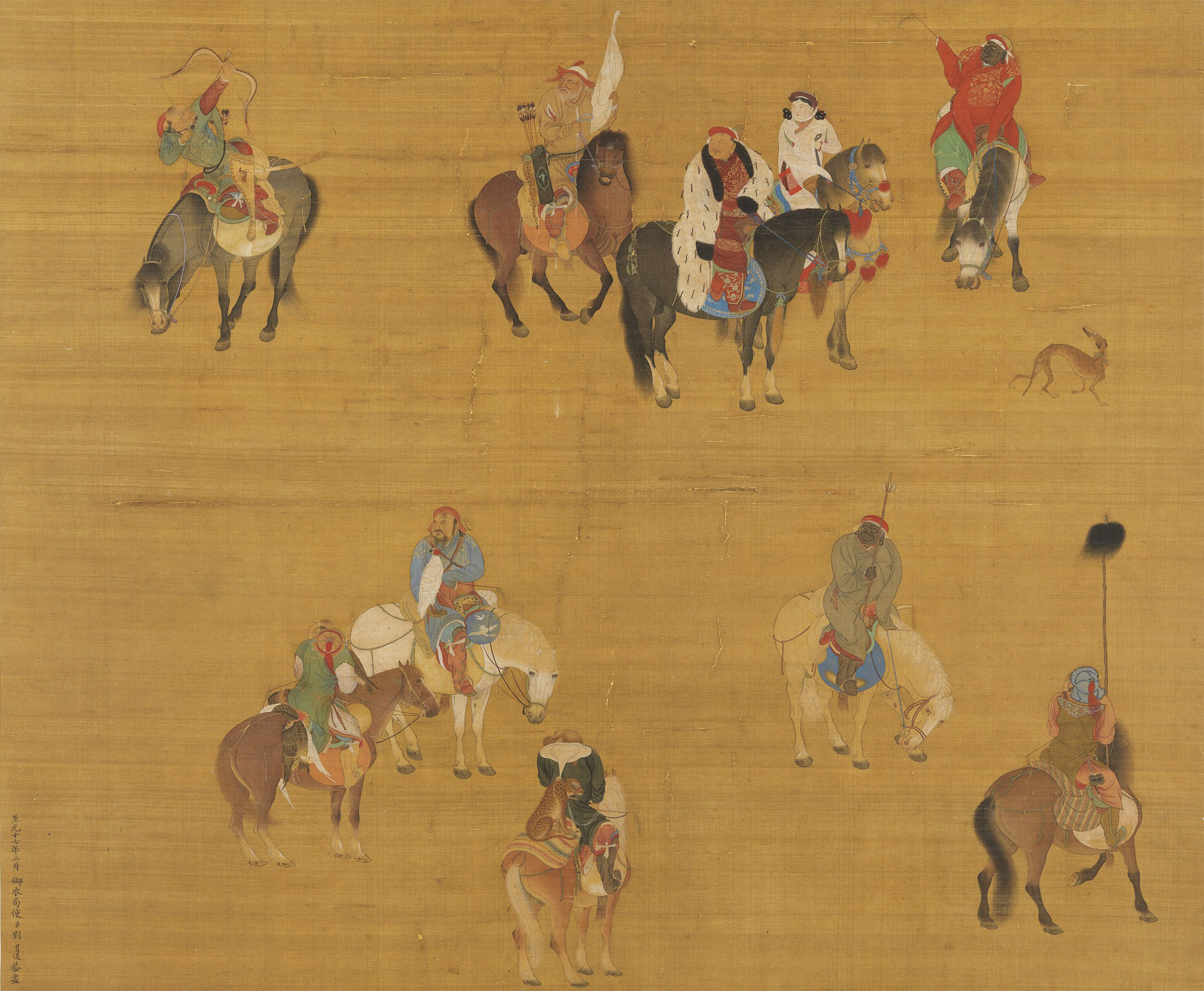
Kubilai Khan lors d'une partie de chasse

Ces conquêtes font suite aux prétentions territoriales qui découlent de la fondation, en 1271, de la dynastie Yuan par Kubilai. Ce n'est qu'après la reddition des Song du Sud, en février 1276, que Kubilai obtient le sceau impérial. La reddition en 1279 des derniers territoires chinois confirme son statut impérial. Quoique les Mongols restent toujours un corps étranger aux yeux des Chinois, pratiquant une politique de discrimination comme leurs prédécesseurs Khitans et Jurchen, Khubilaï fait de nombreuses avances aux Chinois et est considéré comme un Fils du Ciel.
En parallèle Khubilaï envoie ses armées tenter de conquérir le sud-est asiatique, et dans l'océan Indien jusqu'à Madagascar[réf. nécessaire]. Cependant, les campagnes maritimes lancées par Kubilaï contre le Japon et contre Java sont des échecs. L'expédition maritime vers le Japon de 1281 connait une déroute à la suite d'un typhon qui met à mal la flotte mongole.
Sous son règne, l'empire mongol atteint son apogée et les frontières de l'empire se stabilisent à la fin du XIIIe siècle. De la Turquie à la Corée en passant par l'Irak, le Koweït, les Émirats arabes, l'Iran et l'Afghanistan ; et du Vietnam jusqu'à l'Ukraine et à Moscou en passant par tous les Turkestan et toute la Sibérie, même jusqu'en Serbie, partout les peuples sont tributaires, paient l'impôt pour éviter les ravages de la guerre.

### Morcellement et chute progressive

Les invasions mongoles du Japon (1274 et 1281).

Toutes les tentatives des Ilkhans d'Iran contre la Syrie et l'Égypte des Mamelouks également. Bientôt aussi les peuples du sud-est asiatique secouent le joug : ainsi les Vietnamiens et les Birmans, tandis que les sultans de Delhi résistent à toutes les tentatives contre le Penjab, contre le Bengale, et en direction du Tamil Nadu.

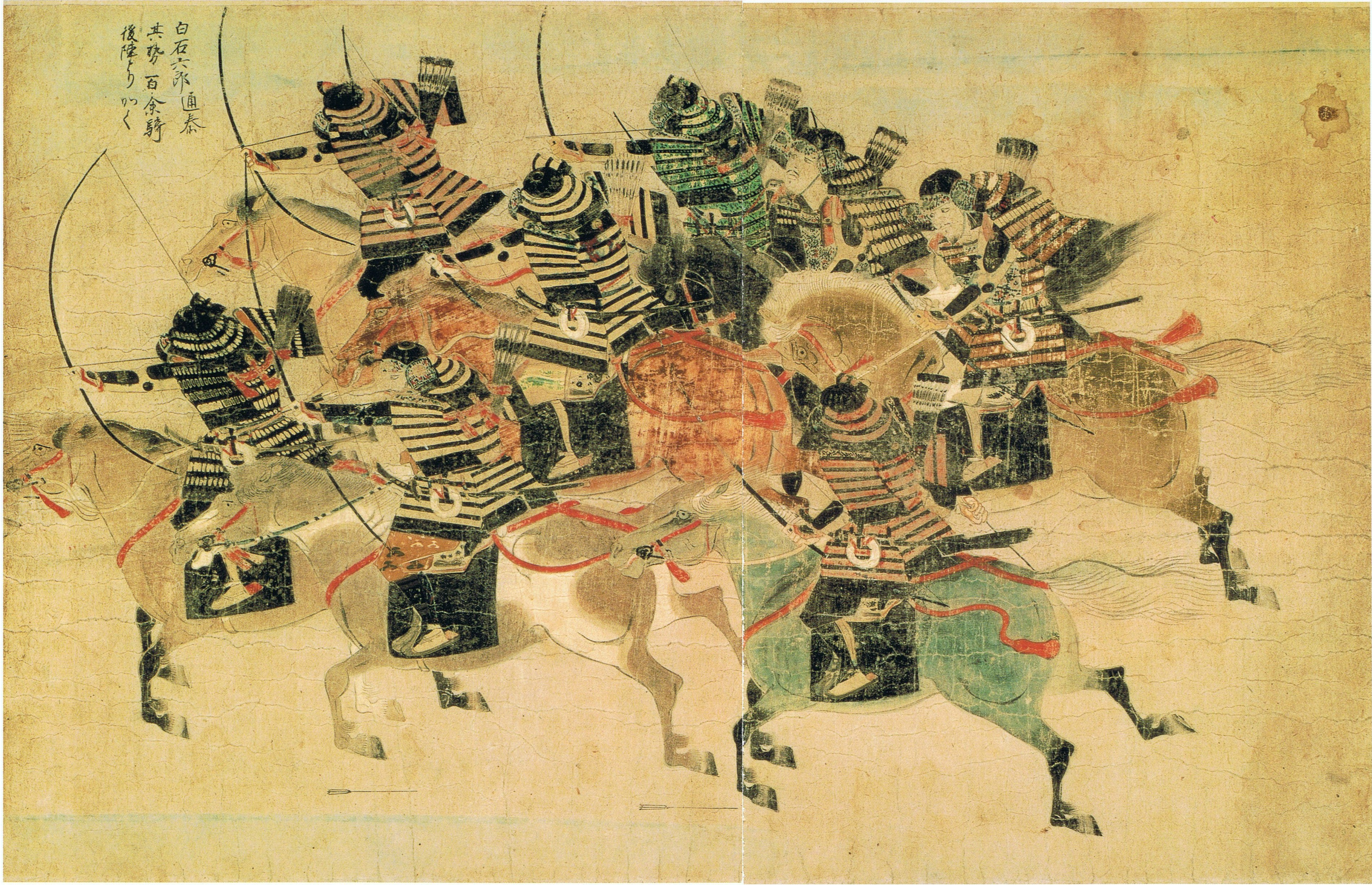
Samouraï

D'autre part l'unité de l'empire se lézarde. Quoique formellement suzeraine, la dynastie Yuan qui règne en Chine voit les apanages mongols s'émanciper et bientôt s'affirmer indépendants : ainsi le khanat de Djaghataï (1227-1338) en Asie centrale, celui des Ilkhans (1259-1411) en Iran et en Afghanistan et celui de la Horde d'or (1243-1502) en Russie. Vers 1360, après la perte de l'Iran, de la Transoxiane et de la Chine, les Mongols ne contrôlent en Asie que la Mongolie et le Mogholistan.
La fragmentation conflictuelle s'opère particulièrement à partir des années 1350 lorsque les Toluides sont secoués par une série de crises politiques qui mènent à la chute des Ikhanides, dont le déclin est amorcé dès 1335, ainsi que des Yuan face à l'ascension de la dynastie Ming en 1368. Après cela, l'Empire mongol est replié sur l'actuelle Mongolie durant trois siècles tandis que la Horde d'or et les Chagatayides leurs survivent et deviennent indépendants.
D'après plusieurs études récentes, un lien existe entre la pression environnementale et l'expansion et la chute de l'Empire mongol. En effet, celui-ci émerge lors de l'optimum climatique médiéval qui favorise la croissance des pâturages et la prospérité des chevaux. Cependant, au XIVe siècle, les changements climatiques font chuter les températures privant les armées mongoles des ressources nécessaires au maintien de l'Empire. En Chine, dans les années 1260, une vague de froid suivie d'une sécheresse provoqués par le petit âge glaciaire soumettent le cœur de l'empire à une importante pression environnementale.
Ces importants bouleversements environnementaux facilitent l'apparition de la deuxième épidémie de peste, yersinia pestis, qui atteint ensuite l'Europe et est surnommée la peste noire. Il est probable que la chute de la dynastie de l'Ilkhanat soit provoquée par la peste. Les foyers épidémiques, le long des anciennes routes de la Soie et au Levant, accélèrent la dislocation de l'Ilkhanat et du Khanat de Djaghataï. Ces éléments sont des facteurs aggravant qui mènent également à la fin du pouvoir en Chine en provoquant des soulèvements.

#### La Chine et la Mongolie

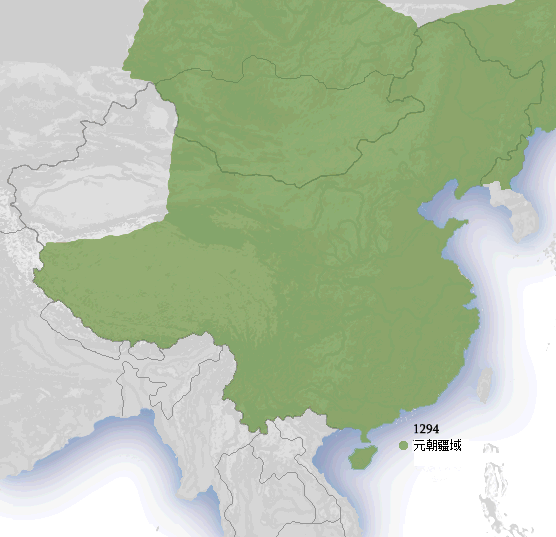
La Chine des Yuan en 1294.

La Chine était un pays vassal de l'Empire mongol, tout comme la Mandchourie, la Corée, une partie du Xinjiang et maints États d'Asie du Sud-Est. En ce qui concerne le Tibet, le degré de vassalité par rapport à l'empire mongol reste très discuté : dans cette partie du monde, il existait une relation Maître spirituel-Protecteur pouvant s'appliquer entre individus mais aussi comme base de relation diplomatique entre États. Les documents d'époque, pris objectivement, montrent que la relation diplomatique entre le Tibet et l'empire mongol fut officiellement de ce type là (d'où l'instauration du bouddhisme tibétain comme religion d'État dans l'empire mongol après la visite du 3e dalaï-lama, Sonam Gyatso). Il y eut quelques contingents de l'armée mongole stationnés au Tibet mais dans un but de protection du gouvernement tibétain  des dalaï-lamas.
En tout état de cause, la Chine n'est pas assimilable à l'empire mongol, elle n'en fut qu'une partie soumise. L'empire mongol n'est pas non plus assimilable à la Chine.
Après la mort de Kubilaï en 1294, les Yuan s'affaiblissent progressivement. Des révoltes se produisent et les Chinois finissent par chasser les Mongols. Le Grand Khan Toghan Temür, arrivé au pouvoir en 1333, doit quitter Pékin dans la nuit du 10 septembre 1368 et meurt sur la terre de ses ancêtres quatre ans plus tard.
Il est remplacé par Ming Hongwu, fondateur de la dynastie Ming. Ses tentatives pour restaurer la dynastie Yuan sont infructueuses, les Mongols retournèrent dans leur patrie et Karakorum redevint le centre politique de la Mongolie, qui était alors dans un état pitoyable. Les meilleurs de ses fils étaient partis à la conquête du monde et ce pays n'en avait que peu profité. Plus encore, il avait souffert des conflits entre princes rivaux.

#### L'empire des Ilkhans

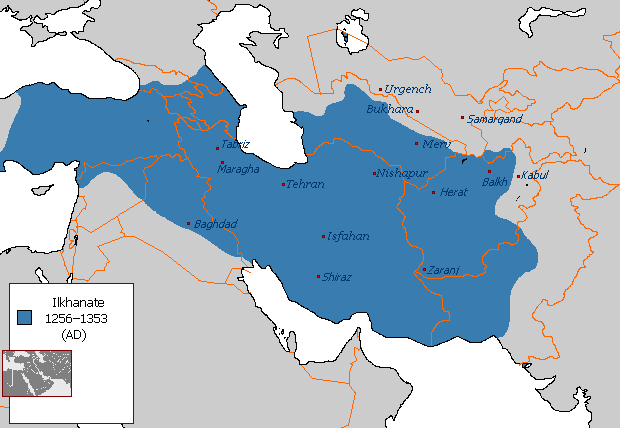
L'empire des Ilkhans (Iran, Irak et Syrie)

Après 1282, la pression musulmane est très forte dans l’État, les véritables mongols n'étant plus représentatifs des cercles du pouvoir et demeurant une véritable minorité comparé aux musulmans. Le vizir perse Rashid al-Din écrit Jami al-tawarikh ou Histoire universelle qui constitue la source historique encyclopédique la plus importante en ce qui concerne la période ilkhanide et l’empire mongol dans son ensemble.
À partir de 1317, l’État est plus musulman que mongol, au sens où malgré la présence de dirigeants mongols (ceux-ci demeurent païens), le véritable pouvoir est aux mains de dirigeants musulmans.
Sous Abu Saïd le musulman (1317-1336), le roi fainéant, la société et l’État se décomposent. Lorsqu’il meurt en 1336 sans héritier direct, le pays sombre dans l’anarchie.

#### Le Djaghataï et l’Empire timuride
Cet État est aussi dominé par les musulmans. Il est difficile à gouverner car instable : le nord est majoritairement nomade, païen et pauvre alors que le sud est surtout musulman, sédentaire et riche.
En 1334, la Sogdiane (aujourd’hui l’Ouzbékistan) fait sécession. Pour la reconquérir, Tughluk Timur (en) se fait musulman et la reconquiert en 1360.
Durant cette seconde moitié du XIVe siècle, la scission interne des Chagatayides se confirme. Le successeur de Tughluk Timur, Tamerlan, reprend l'héritage impérial des Göktürk et des Mongols et mène des conquêtes expansionnistes afin de constituer un nouvel empire au cœur de l'Asie centrale : l’Empire timuride.
Il survit jusqu’en 1500 à l'arrivée des Ouzbeks qui le scindent en trois khanats : Kokand, Khiva, Boukhara. Les derniers descendants de Gengis Khan, les Djanides, règnent sur le khanat de Boukhara, qui est toléré par les puissances régionales voisines jusqu’en 1920 parce qu’il constitue une zone tampon bienvenue entre l’Inde, la Russie et l’Iran. En 1920, ce territoire est finalement conquis par la Russie et le dernier descendant de Gengis Khan tire enfin sa révérence.

#### La Horde d'or (Russie et Europe orientale)

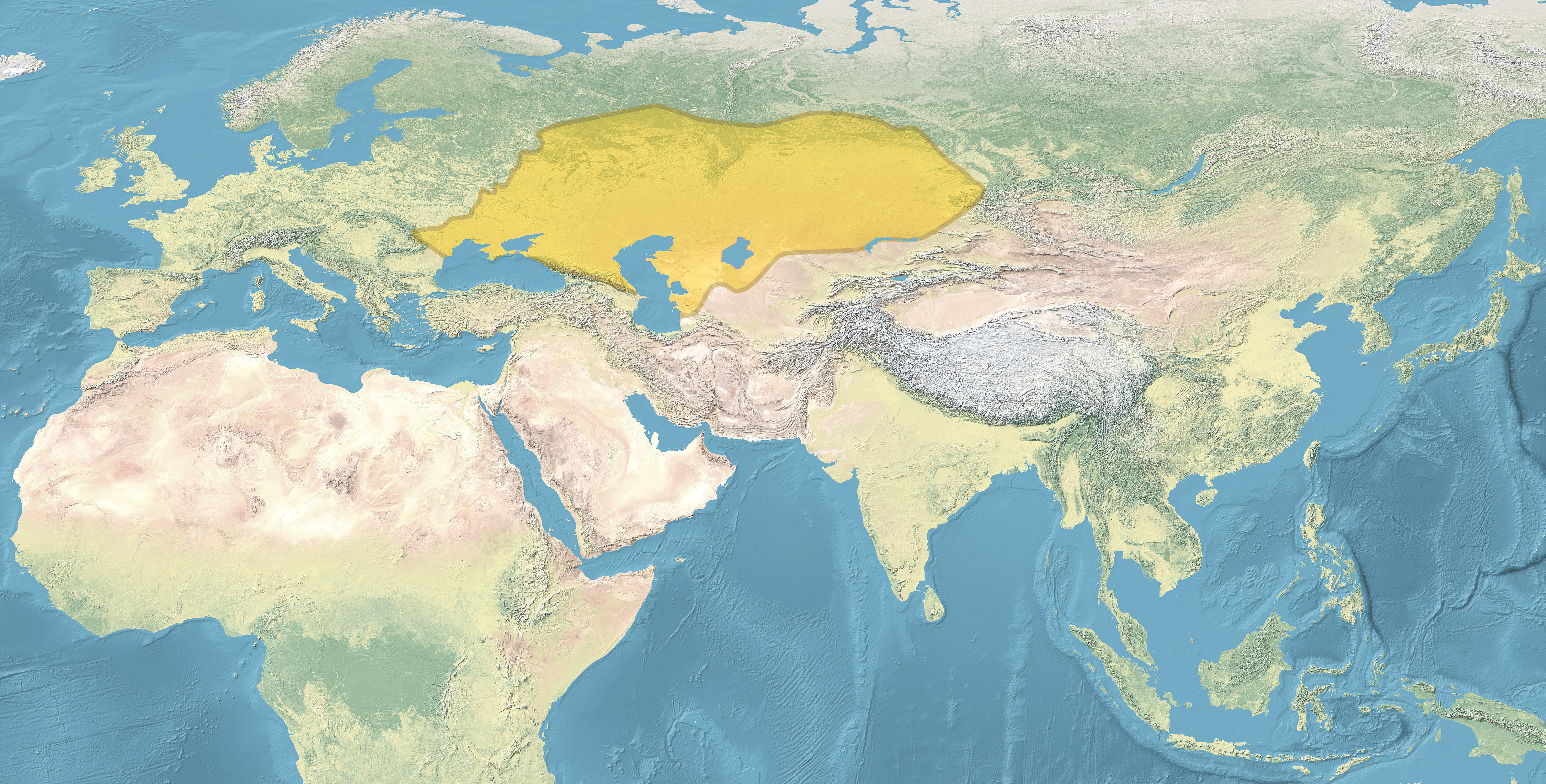
Le territoire de la Horde d'Or à son apogée territoriale

La Horde d'Or échoit à la branche des Djöchides, issue du premier fils de Genghis Khan, Djöchi. Son territoire s'étend au début du Kazakhstan à l'actuelle Moldavie. Son pouvoir reste nomade jusqu'à sa fin,.
Les Russes remportent une première victoire contre les Mongols en 1380 à la bataille de Koulikovo.
À partir de 1430, la Horde d’or commence à se morceler, avec la création du khanat de Crimée.
Ils parviennent toutefois à maintenir le contrôle des territoires et de leurs sujets jusqu'à ce qu'Ivan le Terrible ne parvienne à conquérir les terres centrales de la Horde d'Or au milieu du XVIe siècle. La branche de la lignée jochide qui règne sur le Khanat de Crimée préserve toutefois le prestige de son statut de Khan sous la tutelle des Ottomans jusqu'en 1783.

### Chronologie de la Mongolie après l’empire
- 1388 : Destruction de Karakorum par les Chinois
- 1391 : Tamerlan vainc la Horde d'or (Tokhtamych)
- 1400-1454 : Guerre civile en Mongolie
- 1409-1449 : Nouvelles attaques mongoles contre la Chine
- 1466 : Dayan Khan réunit la plupart des tribus mongoles.
- 1480-1502 : Les Moscovites mettent fin au contrôle des Mongols sur la Russie ; les derniers membres de la Horde d'or sont vaincus.Les successeurs de l'Empire mongol en 1500.

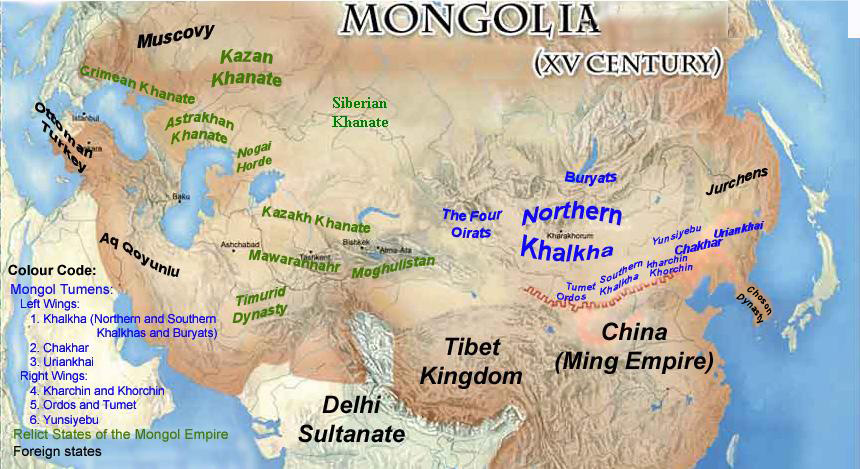
Les successeurs de l'Empire mongol en 1500.

- 1571 : Les Mongols mettent fin à 300 ans de guerre avec les Chinois.
- 1578 : Altan Khan convertit les Mongols au bouddhisme tibétain et donne le titre de dalaï-lama à Sonam Gyatso
- 1586 : Le bouddhisme tibétain devient la religion officielle de l'Empire mongol
- 1589 : Début de la construction d’Erdene Zuu, premier monastère bouddhiste de Mongolie
- 1641 : Zanabazar est proclamé chef du bouddhisme en Mongolie
- 1641-1652 : Les Russes battent les Bouriates et regagnent le contrôle de la région du lac Baïkal
- 1640 : Güshi Khan (1607(?)-1655), Empereur mongol, envahit le Tibet et place le 5e dalaï-lama, Lobsang Gyatso, comme chef temporel du Tibet en 1642.
- 1672 : Incursion des Mongols en Sibérie et en Russie
- 1691 : La plupart des Mongols Khalkha acceptent la souveraineté de la dynastie Qing (empire des Mandchous) et sont inclus dans l'empire chinois (dynastie Qing 1644-1911).
- 1727 : Le traité sino-russe de Khyakhta redéfinit les frontières traditionnelles de la Mongolie
- 1757 : Les Mongols Dzoungars de Dzoungarie sont battus par l’empereur de Chine Qianlong.
- 1783 : Le dernier des descendants régnant de Gengis Khan est battu par les Russes.
- 1783 : Choqu Kalan devient chef des mongols.
- 1810 : Mort de Choqu Kalan. Son fils Yuhzo Benthizzy devient empereur des mongols.
- 1879 : Mort de Yuhzo Benthizzy. Le Bogdo Gegen (Trullmad Vagala) lui succède : il sera le dernier empereur des mongols.
- Le Bogdo Gegen du monastère de Gandantegchinlin aurait cherché l'appui de l'Empire russe pour se libérer de l'emprise politique chinoise. Après la révolution chinoise de 1911 et l'éviction du dernier empereur mandchou, Puyi, le 1er décembre 1911, la Mongolie proclame son indépendance. Le Bogdo Gegen prend la direction politique du pays avec le titre de Bogdo Khan. Le pays est occupé par les troupes de la république de Chine en 1919 : une révolte est menée par Damdin Sükhbaatar. Le Parti révolutionnaire du peuple mongol est créé sous l'impulsion de la Russie bolchévique, et un gouvernement provisoire est proclamé le 11 juillet 1921. Après la mort de Damdin Sükhbaatar en 1923 et celle du Bogdo Khan en 1924, la République populaire mongole est proclamée le 26 novembre 1924. La capitale du pays est rebaptisée Oulan-Bator « la ville du héros rouge » – en référence à Damdin Sükhbaatar. La République populaire mongole est ensuite un satellite de l'URSS, jusqu'à la dissolution de celle-ci. Le 12 février 1992, la Mongolie change de constitution, et abandonne officiellement le marxisme-léninisme.

## Société Mongole

### Structure

#### Avant l'Empire
Au XIIe siècle, avant l'avènement de l'Empire mongol, les Mongols côtoient plusieurs autres communautés nomades pour certaines plus influentes comme les Tatars, les Kéraït et les Naïmans. Ces peuples sont subdivisés en clans (oboq) se réclamant d'un ancêtre commun, légendaire ou non, qui arborent le même noms. Ces clans vivent principalement d'une économie basée sur l'élevage et le pastoralisme. Contrairement aux idées reçues, ces clans sont particulièrement perméables et permettent de faciliter les mutations sociales. De plus, ils adoptent des systèmes d'alliances politiques fluides facilitant la transformation rapide de leurs territoires ainsi que les processus d'unification.
Une quarantaine de clans, organisés en fonction de leurs lignages paternels ou maternels, n'est pas égalitaire mais hiérarchiques. Seuls ceux qui appartiennent à un lignage prestigieux peuvent prétendre à un titre de chef. À partir du XIIIe siècle, les Kiyad-Bordjigid, descendants de Gengis Khan, monopolisent le statut de Khan. Les autres lignages sont considérés comme inférieurs.

#### Administration de l'Empire
Dans la dernière décennie du règne de Gengis Khan, il établit les lois (yassa) qui encourage la tolérence religieuse et met sur pied un corpd de fonctionnaires multiculturels. Les juges chargés de faire respecter ces lois sont les jarghuchi sous la tutelle du yeke jarghuchi (juge suprême). Une autre fonction est celle du darugachi comparable à un administrateur civil d'une région dont il doit percevoir l'impôt. Les fonctions les plus importantes restent généralement détenues par des membres de sa dynastie ou des mongols de confiance, cependant les postes exerçant dans les territoires contrôlés sont généralement détenus par des administrateurs locaux. En plus du binôme jarghuchi et darugachi existaient plusieurs fonctions hiérarchiquement inférieures. Le kelemachi (interprète) permet notamment de servir d'intermédiaire entre les dirigeants nomades et les sujets sédentaires. Ces premiers éléments sont les prémices du système administratif mixte qui prédomine dans l'Empire par la suite.
Les chefs militaires et les élites locales, également mixtes, s'ajoutent aux fonctionnaires et ont pour charge de fournir la main-d'œuvre, les ressources et impôts liés aux fonctions militaires. Là aussi, des fonctionnaires locaux sont désignés au titre de yuanshuai (maréchal), wanhu (commandant de brigade), hakim (gouverneur), etc. Ils agissent comme adjoints de leurs homologues mongols qui, eux, occupent des fonctions relative au contrôle de l'armée. Des otages sont également recrutés au sein des grandes familles locales pour former le kheshig (garde impériale) et surtout afin de garantir une loyauté personnelle envers le Khan et les princes tout en permettant à ces familles locales d'intégrer le fonctionnement administratif impérial. L'équilibre du pouvoir établi est fondamental à cette première structure administrative.
Sous Ögödei, les lois sont améliorées notamment en ce qui concerne le cérémonial impérial. Il établit des lois relatives aux apanages pour chaque branche des descendants de Gengis Khan, formant la structure légale de base de la division en ulus. Il engage un processus de transformation des institutions et en instaure de nouvelles. En 1234, il instaure la fonction des yamchi (fonctionnaire de relai) au sein de chaque minggan (unité de mille soldats) et ordonne la construction de relais de poste le long des principales routes, formant l'örtöö. Ce système est étendu dans l'ensemble des territoires mongols au cours des XIIIe et XIVe siècles. Les messagers, commandants et marchands ortaq (partenaires) reçoivent alors un paiza ou gerege (sauf-conduit et passeport) leur permettant d'utiliser les services de relais sur leur trajet.
Le recensement et l'enregistrement des populations sédentaires se systématise également. D'abord dans le nord de la Chine, puis étendu à l'ensemble des territoires de l'Empire. Grâce à ces registres, le gouvernement mongol calcule efficacement les impôts dans les différentes régions et établit une organisation appropriée des fiefs. Dans les territoires conquis, les forces de garnison sont réorganisées en système administratif adapté aux traditions vernaculaires et prennent en charge l'administration des découpages territoriaux.
En 1251, Möngke entreprend une nouvelle réforme de l'administration afin de centraliser l'autorité du Grand Khan. Le kheshig devient un organe administratif impérial plus important. Il restructure les fonctionnaires civils en trois branches régionales formant chacun un gouvernement régional subordonné au gouvernement central du Grand Khan. Après cette réforme, le système administratif mongol arrive à maturité avec à son sommet le kheshig. Ce modèle administratif mixte et multiethnique continue de se développer au sein des ulus autonomes après 1260, permettant aux différentes maisons dynastiques de maintenir leur autorité.

#### Division enulus
De son vivant, Gengis Khan partage son empire entre ses quatre fils, Djötchi, Djaghataï, Ögödei et Tolui, qui administraient leurs provinces (oulous) en tant que gouverneurs du pouvoir central. Les grandes villes situées sur le territoire des oulous, comme Boukhara et Samarkand, sont gouvernées, par l’intermédiaire de gouverneurs spéciaux, directement par le grand khan. Les oulous sont administrés par des commandants de place (darougatchi) et leurs subordonnés (tamagatchi). Plus tard, ils assureront le pouvoir avec l'aide de l'aristocratie locale et des dignitaires religieux musulmans. Ils succéderont aux anciens propriétaires en partie chassés, en adoptant les rapports féodaux et en s’assimilant à la société des territoires conquis. Ils envoient régulièrement le tribut (la dîme des produits) à la cour du grand khan et veillent à l’unité de l’empire.
Les conquêtes amènent le dépeuplement de la Mongolie et ralentissent son évolution intérieure. Si l’activité des artisans ramenés d’Asie centrale contribue à l’essor de l’artisanat, le manque d’hommes, utilisés pour la guerre, ralentit le développement de la société. Dans les pays sédentaires conquis, les Mongols massacrent les populations et détruisent les canaux d’irrigation des cultures, dans le but de transformer en pâturages les terres cultivées du Turkestan et de Chine du Nord.
L'Empire est divisé en ulus (territoires) gouvernant sur les populations et ayant plusieurs prérogatives administratives et judiciaires. Après les années 1260, les délimitations sont confirmées au terme d'un conflit dynastique qui établit les maisons dynastiques chargées de ces différents ulus. Une forme d'unité politique perdure entre les descendants de Gengis Khan. Les dirigeants de ces ulus prennent le titre de Khan ou Ikhan en région iranienne tandis que l'Empereur conserve le titre de Khagan. En contre-partie de l'allégeance des Khans au Khagan, ce dernier renonce à toute ingérence directe dans les affaires des autres ulus.

### Assimilation culturelle et religieuse

#### Religions

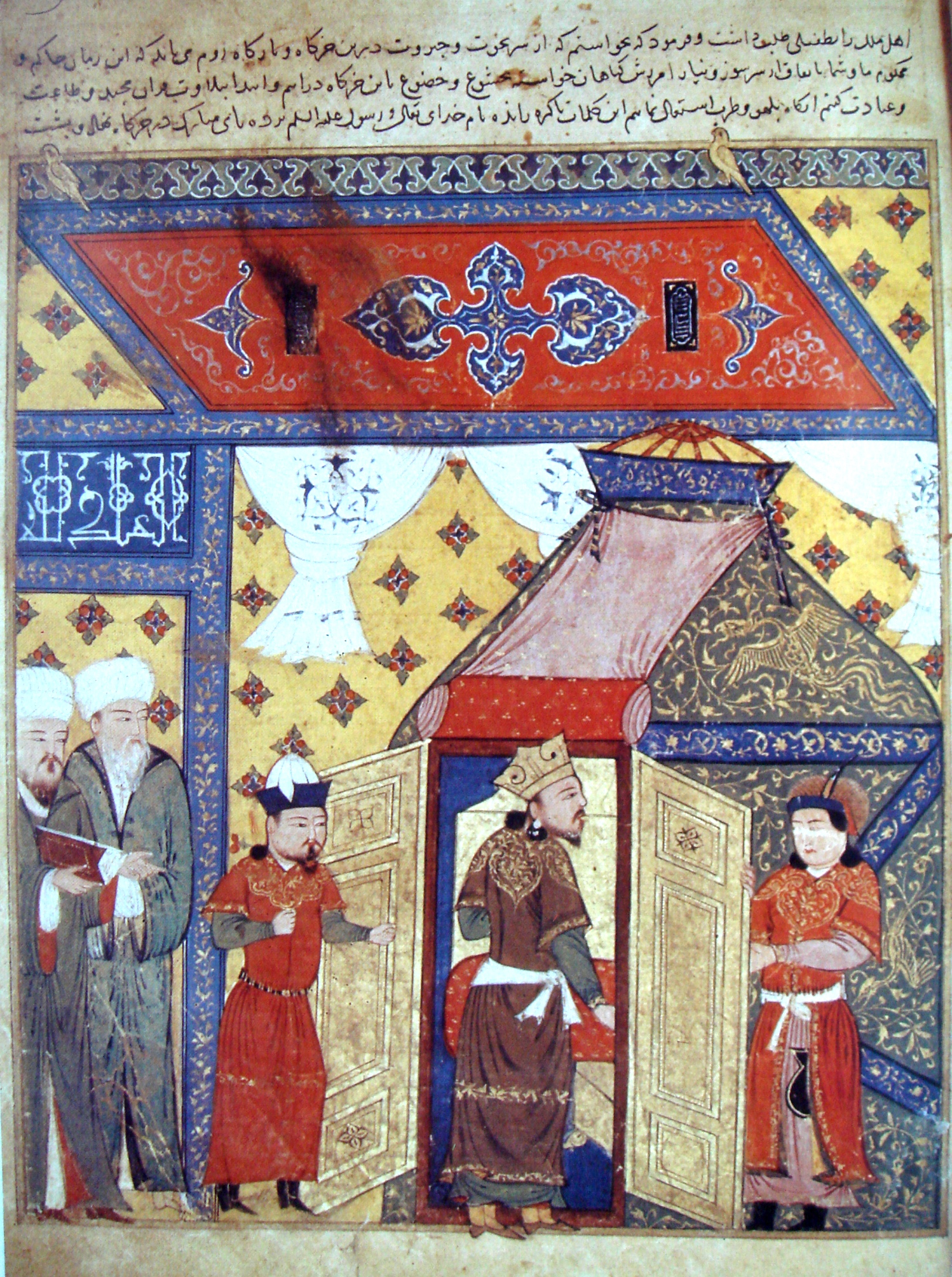
Miniature persane représentant la conversion de Ghazan du bouddhisme à l'Islam.

À l'époque de Gengis Khan, pratiquement toutes les religions avaient des fidèles mongols, du bouddhisme au christianisme, du manichéisme à l'islam. Pour éviter les conflits, Gengis Khan a créé une institution qui garantissait une totale liberté religieuse, bien qu'il soit lui-même un chamaniste. Sous son administration, tous les chefs religieux étaient exonérés d'impôts et de service public.
La période qui suit les conquêtes provoque une conjoncture particulièrement florissante pour l'expansion des différentes religions : que ce soit l'islamisme, le christianisme d'Asie (nestoriens et orthodoxes) ainsi que pour les communautés taoïste et bouddhiste.
Au départ, il y avait peu de lieux de culte formels en raison du mode de vie nomade. Cependant, sous Ögedei (1186-1241), plusieurs projets de construction furent entrepris dans la capitale mongole. En plus des palais, Ögedei a construit des lieux de culte pour les adeptes bouddhistes, musulmans, chrétiens et Taoïste. Les religions dominantes à cette époque étaient le Tengrisme et le bouddhisme, bien que la femme d'Ögedei soit une chrétienne nestorienne.
Finalement, chacun des États successeurs a adopté la religion dominante des populations locales : la dynastie chinoise Yuan dirigée par les Mongols à l'Est (à l'origine le domaine du Grand Khan) a embrassé le bouddhisme et le chamanisme, tandis que les trois khanats occidentaux ont adopté l'islam.

#### Assimilation culturelle
La rencontre et les interactions entre nomades et sédentaires transforme cependant bien l'exercice du pouvoir et la perception du monde par les Mongols. Elle contribue également à métamorphoser les sociétés conquises. L'historiographie précédente suppose que la culture mongole se dillue dans les cultures sédentaires alors qu'il s'agit d'un phénomène inverse dans lequel la société mongole parvient à absorber les cultures environnantes dans un processus d'assimilation. L'ensemble des territoires vaincus militairement se soumettent au nouvel ordre politique mongol et adaptent profondément leurs institutions économiques et sociales, leur manière de vivre et leur conception de l'art.

### Armée

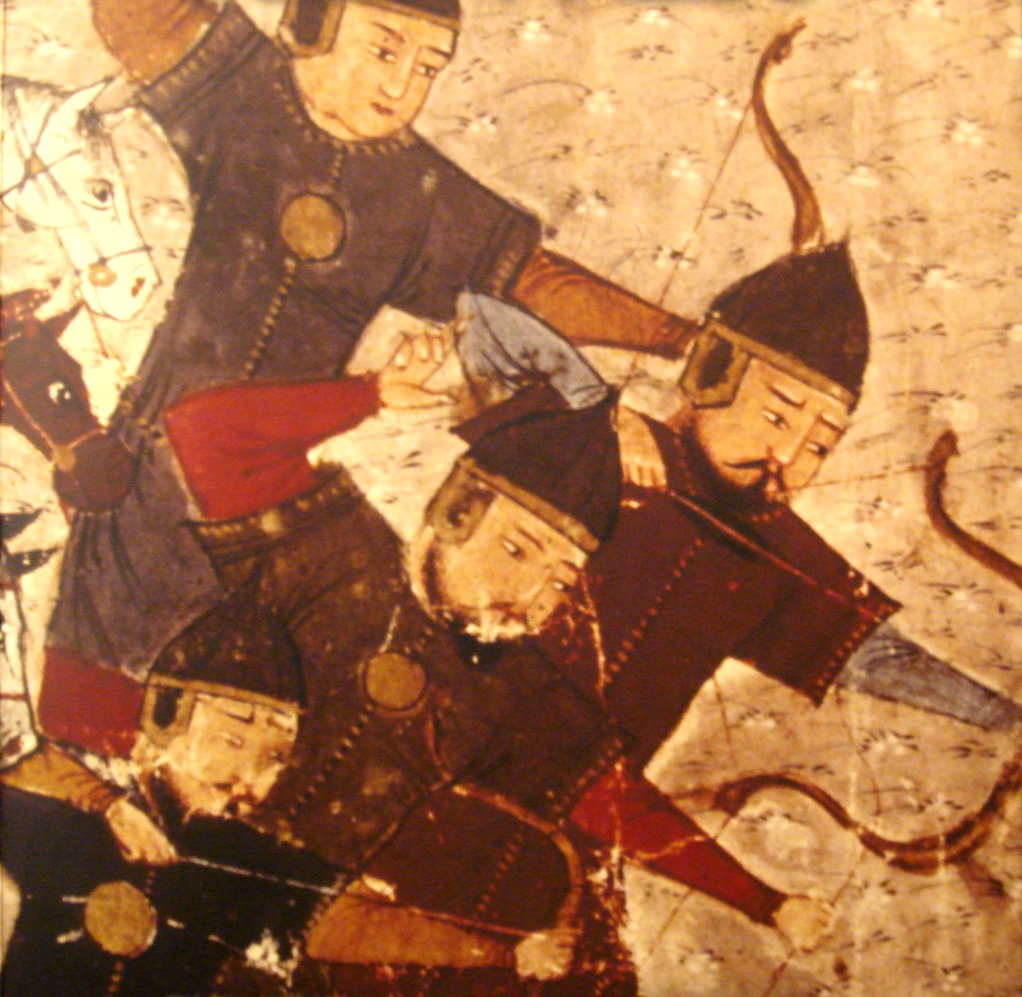
Soldats mongols, miniature de l’Histoire du monde, de Rashid al-Din, 1305.

Quand Temüjin impose son autorité à l’ensemble des Mongols, il prend le commandement d'une puissante machine de guerre. Il fonde l’ordre des darkhans (forgerons), chevaliers exemptés d’impôts et jouissant de l’impunité pour leurs neuf premiers délits. Il organise sa garde personnelle (kechiktens) dont il porte l'effectif à 10 000 hommes.
L’armée de Gengis Khan, bien qu’elle ne soit pas particulièrement grande pour l’époque (95 chiliarchies, soit 95 000 hommes), se distingue par ses formidables cavaliers, ses habiles archers et cavaliers archers mais aussi par le contrôle et la discipline de ses chefs, et par la stratégie et la tactique militaires du khan lui-même.
À partir de 1211, devant les places fortes chinoises, les Mongols utilisent avant tout la guerre de siège. Après 1219, les victoires face aux armées organisées du Khârezm s’expliquent par le démembrement féodal de ce dernier, ainsi que par la terreur qu’inspirent les envahisseurs auprès des populations. Pour prendre les villes, les Mongols utilisent les prisonniers. Ils contraignent les populations soumises à démolir les murs et à combler les fossés des forteresses. Ils les utilisent pour combler les fossés et les pièges creusés par les défenseurs ; ils les chassent devant les armes des Khârezmiens, jusqu’à ce que les corps tombés aient rempli les fossés. Un autre stratagème consiste à habiller les prisonniers en vêtements mongols et de les contraindre à participer au siège des villes et des forteresses. Enfin, depuis les campagnes contre la Chine, l’armée mongole dispose de béliers et de catapultes.

### Commerce
Les Mongols stimulent le commerce à longue distance et créent des institutions d'échange et des conventions qui participent au développement d'un nouvel ordre économique mondial. Malgré les tensions et les conflits entre les différents territoires mongols, la revendication des descendants de Gengis Khan à un même empire permet de préserver une certaine unité qui soutient les activités commerciales dont leur peuple dépendait pour prospérer. Dès le début des conquêtes, les Mongols positionnent leurs campements militaires temporaires à des embranchements et carrefours commerciaux des routes de la soie afin d'en assurer le contrôle. Se faisant, ils incitent également les marchands de tout horizon à visiter les cours mongoles afin de se faire par exemple rembourser les coûts du fret des produits. Les circulations et les relations entre les personnes et les méthodes commerciales se transforment par la volonté des élites nomades de détourner les échanges à leur profit.
L'une des principales conséquence de ce grand échange mongol est le désenclavement économique des régions périphériques d'eurasie comme les principautés russes qui accèdent dès lors aux routes commerciales de longue distance. De nouvelles voies sont également crées dans le nord de l'Empire afin de relier la Chine septentrionale à l'Ukraine sans passer par les routes traditionnelles de la soie.
La gouvernance mongole force également à revoir de nombreuses organisations administratives existantes, forçant les autorités locales à revoir leurs règles commerciales afin de favoriser et mieux contrôler les échanges. Un système d'imposition à taux très faible (3% du prix des ventes) est également établi en remplacement d'autres systèmes plus lourds afin de ne pas freiner la circulation des produits.

### Place de la femme
Dans la tradition mongole, les femmes peuvent en principe effectuer les mêmes activités que les hommes. Elles possèdent également des droits matériels et immatériels pratiquement égaux. En conséquence, les femmes peuvent détenir leur propre richesse et pouvoir ainsi que des statuts élevés. En cas de besoin, elles peuvent également prendre la direction d'un campement, d'un clan, d'une dynastie, d'un khanat ou de l'Empire. Les épouses des Khans sont dès lors des femmes éduquées et sélectionnées pour leurs compétences puisqu'elles participent à la gestion politique interne.
Ayant les mêmes droits matériels et à la propriété, les femmes possèdent leur propre domaine générant des revenus. Elles contribuent majoritairement au cycle économique des sociétés pastorales. Les aristocrates obtiennent quant à elles des positions importantes, pouvant devenir conseillères et atteindre les plus hautes sphères de la société mongole. Dans le cas des Khatan, elles prennent activement part aux affaires politiques, peuvent mener des guerres et légiférer.
Les plus basses classes sociales sont constituées d'esclaves et de prostituées, bien souvent prisonnières de guerre ou offertes en tribut. Les enfants de ces femmes sont considérés illégitimes et n'ont aucun droit légal. L'explosion économique de l'empire mongol provoque la création de maisons de prostituées dans les périphéries des principales villes impériales. De nombreuses jeunes filles, coupées de leurs liens familiaux à la suite des guerres, s'y retrouvent.

## Succession et maisons dynastiques

### Grands Khans
1. Gengis Khan, premier dirigeant (Khan) mongol et empereur (Khagan) de l'Empire mongol de 1205 à 1227,
2. Ögödei, troisième fils de Gengis Khan devient le 2e Khan de 1227 à 1241,
sa veuve Töregene assume la régence jusqu’en 1246 et l'élection de leur fils Güyük.
3. Güyük, fils d’Ögödei, 3e Khan de 1246 à 1248,
sa veuve Oghul Qaïmich assume la régence jusqu'en 1251 et l'élection de Möngke.
4. Möngke (ou Mangu Khan), fils aîné de Tolui, 4e Khan de 1251 à 1259,
5. Kubilai Khan, quatrième fils de Tolui, 5e Khan de 1260 à 1279, il conquiert la Chine dont il devient empereur, instituant la Dynastie Yuan de 1279 à 1294[44].

### Uluset succession
Gengis Khan assigne à chacun de ses fils un ulus (ensemble de peuple et de territoires, comparable à une région ou un royaume). Au terme des conquêtes, les membres de la lignée d'or s'attendent à gouverner ou se partager ces différents territoires. Ces premiers ulus donnent naissance au ulus de Djötchi (devenant la Horde d'Or de la maison des Jochides vers 1240) et au ulus de Djaghataï (donnant la maison des Chagatayides vers 1242). Cependant, ce partage évolue sous Tolui qui concentre la répartition des territoires au sein des membres de sa maison dynastique, rejetant les prétentions d'autres descendants de Gengis Khan. Ainsi, les territoires du Moyen-Orient sont placés sous la responsabilité d'Houlagou Khan et ceux de Chine sous Kubilai Khan.
À la suite de cette modification du partage des territoires, de nouveaux désaccords apparaissent concernant les succession et opposent les différents descendants de Gengis Khan. La question de la répartition des nouvelles conquêtes provoque de profondes dissensions entre les princes mongoles qui reprochent aux Toluides de confisquer le pouvoir. La question de la répartition équitable des territoires est résolue lors de la guerre civile toluide en établissant un statu quo permettant aux précédentes familles dynastiques déjà établies dans les autres ulus de préserver ceux-ci tout en acceptant la création de deux nouveaux ulus dirigés par les toluides. Houlagou est confirmé au sein de l'Ilkhanat de Perse et fonde la maison dynastique des Ikhanides vers 1265 tandis que Qubilai fonde la Dynastie Yuan en 1271. C'est durant ce conflit que la maison affaiblie des descendants d'Ögedeï parvient à se réaffirmer et à s'imposer comme acteur essentiel de la politique mongole sous Qaïdu, dirigeant une partie des territories d'Asie centrale jusqu'au XIVe siècle.

### Mariages dynastiques
Le rôle des mariages dynastiques et, par extension, des Khatan est essentiel dans les dynamiques dynastiques. Chez les Mongols des XIe et XIIe siècles, les lois et coutumes font état d'une culture matrimoniale particulière dans laquelle il est interdit de prendre pour épouse une femme issue d'une même maison dynastique patrilinéaire. Les fils et princes ont l'obligation de pratiquer l'exogamie. Ces lois permettent tout d'abord d'éviter les unions à forte consanguinité, mais également d'établir des liens et des alliances avec des clans et maisons dynastiques plus éloignés. Cette mécanique représente la racine de la dynamique aristocratique mongole avant l'émergence de l'Empire mongol. D'après l'Histoire secrète des Mongols, Ambagai khan prend le risque de fiancer sa fille avec un prince tatar et il se fait capturer par celle-ci lorsqu'il vient la chercher, provoquant la chute d'une première confédération mongole. Pour cette raison, la tradition mongole exige depuis que les pères ne conduisent plus eux-mêmes leur fille à leur belle-famille.
Après la formation de l'Empire mongol, les pratiques mongoles s'institutionnalisent et les mariages s'effectuent soit au travers d'une demande officielle, soit de combats, soit d'enlèvement. Les unions matrimoniales permettent aux clans de s'allier entre eux et les filles et fils des deux clans se marient entre eux afin de renforcer l'alliance. Pour cette raison, les khans choisissent une femme parmi leurs sujets nomades les plus importants. Les princesses mongoles sont quant à elles des représentantes politiques envoyées au sein des cours étrangères et tributaires afin d'y épouser un prince. Ces unions en font des émissaires de Gengis Khan qui reçoivent ses instructions. Après la fondation de l'Empire, Gengis Khan ordonne à chaque maison dynastique de marier au moins une personne par an afin d'accroitre le renom et le nombre de ses héritiers.
La conversion à l'islam provoque des tensions dans ces pratiques matrimoniales, cependant de nombreux exemples démontrent une continuité dans la pratique et ce malgré les incompatibilités avec la charia. Mais lorsque l'islam devient dominant chez les Ilkhanides, la pratique de la dot se répand parmi les élites mongoles.

## Conséquences de l'Empire mongol

### Conséquences des conquêtes
La carte politique du monde médiéval est entièrement bouleversée après les conquêtes de l'Empire mongol depuis l'extrême Orient coréen aux terres centrales de l'Islam jusqu'au monde slave désormais uni sous la tutelle politique de la Horde d'or. En effet, avant le XIIIe siècle, ces territoires sont particulièrement morcelés et après cela ils forment trois grands ensembles eux-mêmes subdivisés en États aux frontières clairement délimitées.
Les sources médiévales décrivent ces grands bouleversements en témoignant tout d'abord des répercussions immédiates des conquêtes. Celles-ci provoquent de nombreux pillages, destructions, combats meurtriers et déplacements de populations ainsi que des scènes de massacres. Ces témoignages véhiculent l'image de terreur et la réputation de barbares sanguinaires des Mongols, inscrivant une notion de traumatisme sur laquelle s'appuie les historiens ultérieurs.
Ces conquêtes provoquent également une plus grande importance de l'intérêt pour la connaissance des mondes lointains. Le monde médiéval européen cherche d'abord à comprendre d'où viennent les mongols et découvrent progressivement l'histoire d'autres royaumes lointains. L'une des conséquences les plus durable des conquêtes sont d'alimenter et d'accompagner une grande effervescence intellectuelle et exploratrice qui se déploie dès les années 1250 et jusqu'au XVe siècle. Cette production de nouveaux savoirs historiques, ethnographiques, astronomiques et cartographiques qui mènent, après la chute de Constantinople, au mouvement intellectuel de la Renaissance.

### Héritage impérial
Selon le sinologue canadien Timothy Brook, l'expression de « Grand État » désigne une conception du pouvoir que l'Empire mongol diffuse à partir du XIIIe siècle dans l'ensemble de l'Asie. Au départ traduction du Yeke Ulus des Mongols, on retrouve symptomatiquement des expressions similaires dans d'autres langues asiatiques et notamment Da Guo en chinois : la dynastie mongole des Yuan est ainsi la première à se désigner comme Da Yuan, le « Grand État Yuan » et les dynasties suivantes ne manquent pas de se faire appeler Da Ming, puis Da Qing. Au cœur du Grand État se trouve l'idée de pouvoir absolu, universel : il a vocation à s'étendre sans limite sur les territoires avoisinants, et son dirigeant à recevoir l'allégeance des puissants du monde entier. C'est cette conception du pouvoir, héritée des Mongols, qui détermine la conquête des actuelles Mongolie-Intérieure et Mongolie extérieure par les Qing, et qui, aujourd'hui encore, déterminerait les ambitions hégémoniques de la Chine dans le monde, ainsi que son refus de laisser ses minorités nationales s'émanciper du Grand État chinois,. Cette thèse, exposée en 2019 par Timothy Brook dans son ouvrage Great State. China and the World, traduit en français la même année sous le titre  Le léopard de Kubilai Khan. Une histoire mondiale de la Chine a été discutée notamment par Edward Luttwak, Isabel Hilton (en), Tanner Greer, Henrietta Harrison, Zachary A. Scarlett, Stephen R. Platt (en). On[Qui ?] lui objecte notamment que 13 occurrences sur 7 siècles ne sont pas significatives.
Le premier héritage de l'Empire mongol est dès lors d'ordre politique puisque la plupart des dynasties qui lui succèdent établissent leur légitimité sur des liens dynastiques, véritables ou imaginaires, entre leur fondateur et Gengis Khan et ses descendants. La dynastie des Gengiskhanides reste le point de référence central de tout nouvel impérialisme au sein de ses territoires. L'héritage mongol n'est pas seulement revendiqué par des pouvoirs centrasiatiques comme les Kazakhs ou les Timourides, mais aussi par les Moghols, les Russes et les Ottomans. Au XVIIe siècle, les empires Eurasien se positionnent politiquement vis-à-vis des précurseurs mongols que ce soit pour en réactualiser la mémoire et les pratiques ou s'en démarquer.

### Révolution économique et sociale
Les historiens qualifient de « grand échange mongol » la période située entre 1260 et 1360 et qui correspond à d'importants bouleversements économiques et sociaux. Cette période est également appelée Pax Mongolica sous le prisme exclusivement européen. De nouveaux accords commerciaux et monétaires provoquent l'intensification des échanges transcontinentaux notamment par les voies terrestres de la route de la soie, mais surtout par un réseau commercial plus étendu que ces dernières voies, reliant cette fois les différents territoires de l'Empire mongol. En sécurisant et en entretenant la route de la Soie et la nouvelle route de la Steppe, ils permettent à l'ancien monde d'échanger à une échelle sans précédent avec l'ensemble des territoires eurasiens. Ce phénomène est perçu comme un ancêtre de la mondialisation.
La cohabitation et l'assimilation culturelle au sein de chaque subdivisions territoriales accentuent ces révolutions. De nouveaux liens se forgent au sein des cultures chinoises et persanes ainsi qu'au sein des peuples slaves jusqu'alors fortement fragmentés. L'introduction de nouvelles religions, comme l’islamisation d'une partie de la Russie, de l'Europe de l'Est, du Caucase et de l'Asie centrale représente l'un des principaux héritages de l'empire mongol. Ces différents éléments provoquent une conjoncture particulièrement favorable à l'expansion de nombreux autres cultes.

### Urbanisation de la steppe
Les vastes territoires de la steppe, réputés hostiles, sont dénués de villes et de savoir-faire architectural. La vie urbaine y est culturellement inconnue, voire méprisée. Les fouilles archéologiques récentes mettent au sein des villes anciennes de Mongolie mettent en lumière un important changement alliant l'implantation d'architectures permanentes au mode de vie nomade. Par le passé, de précédents Empires nomades fondent des villes éphémères répondant à une centralisation temporaire d'un pouvoir. Les Khans mongols fondent quant à eux près de cinquante établissements permanents entre l'Altaï et le Grand Khingan, dont deux villes majeures : Karakorum et Khar Khul Khaany Balgas.
L'héritage des Mongols est également riche en constructions urbaines et religieuses. De nouvelles villes apparaissent au cœur des steppes et allient des bâtiments multiculturels et de différents cultes. Les monastères, églises, mosquées et synagogues se côtoient sous l'effet de la tolérance mongole. Cette urbanisation constitue le point de départ d'agglomérations permanentes qui entament le processus de colonisation de plusieurs régions en Mongolie, en Russie et en Sibérie.

### Diffusion des connaissances
Avant l'unification de l'Empire mongol, les Européens et les Asiatiques ont une connaissance limitée du monde. Les conquêtes puis la Pax Mongolica renforcent la circulation des connaissances par l'intermédiaire d'un « grand mélange des peuples ». Cette période provoque une grande diffusion des langues ainsi que de nombreuses transformations linguistiques, avec notamment l'implantation du premier système de transcription multilingue au monde par Drogön Chögyal Phagpa. Des guides et lexiques sont élaborés à destination des marchands et religieux qui circulent le long des routes de la Soie.
Sur le plan cartographique, l'Empire mongol est un vecteur de diffusion de connaissance majeur. Grâce au rapprochement avec l'Asie, les cartographes européens se tournent vers les textes de Claude Ptolémée et dessinent cette fois des cartes distribuers sur un axe reprenant des concepts similaires aux longitudes et latitudes. Les nouvelles connaissances permet aux Européens et aux Chinois d'étendre la projection cartographique sur toute l'Eurasie.

## Postérité
L'héritage de l'Empire mongol constitue un phénomène complexe où la violence de leur domination n'est qu'un de ses multiples visages véhiculé durant plusieurs siècles par l'historiographie nationaliste et occidentale. Cette perception biaisée occulte les différents apports qui découlent des conquêtes mongoles ainsi que durant la période pacifique sous domination mongole qui s'étend jusqu'en 1360. Sous les mongols, les régions du nord de l'eurasie deviennent un moteur de changements technologiques et sociaux qui permettent aux expéditions européennes de circuler en Asie, en Inde, en Afrique et de soutenir l'intérêt des expéditions maritimes menant à la découverte des Amériques.

### Conséquences de la chute de l'Empire mongol
La pluralité des religions qui caractérise la société mongole du début de l'Empire mongol prend progressivement fin. L'aspect multiconfessionnel durant la Pax Mongolica s'estompe au profit de religion qui parviennent à s'imposer au sein des pouvoirs mongols tels que l'Islam dans les différents Ulus mongols ou le bouddhisme dans la Mongolie Intérieure.
L'effondrement de l'Empire mongol provoque également un bouleversement dans le commerce eurasien. Il devient particulièrement difficile de se procurer de la porcelaine chinoise, permettant à de nouvelles productions céramiques d'émerger dans les territoires perses, italiens puis hollandais, focalisés à la reproduction des motifs bleu et blanc caractéristiques. Il faut attendre le XVIIe siècle pour que le commerce de porcelaine de Chine en Europe reprenne. La chute de l'Empire mongol est un facteur important dans l'établissement de nouvelles routes commerciales entre l'Europe et l'Extrême-Orient, par voie maritime notamment.
Sur le plan linguistique, la fin de l'Empire mongol provoque diverses fixations linguistiques et réduit le flux de traductions. Les Européens s'adonnent à des écritures pseudo-orientales dans l'art, notamment dans l'ornement des auréoles des saints comme on peut l'observer sur la porte de Filarète. Sur le plan cartographique, les géographes chinois rejettent les précédentes connaissances après la chute de l'Empire et se concentrent uniquement sur la Chine et sa périphérie. La Chine entre dans une phase de repli fermant progressivement ses frontières au monde extérieure et rejetant par méfiance les connaissances et le savoir provenant de la période mongole.

### Perception biaisée
L'histoire de l'Empire Mongol et son héritage ne constitue un enjeu nationaliste que depuis le début du XXe siècle sous l'impulsion de travaux d'historiens russes, iraniens, chinois et d'Europe de l'Est. Ces travaux offrent une perception particulièrement biaisée de l'Empire Mongol et de ses campagnes militaires, mettant l'accent sur les aspects dévastateurs, les récits truffés de clichés ainsi que des éléments issus d'erreurs historiographiques passées telle que la Tartarie.
Ces différentes historiographies diminuent les succès initiaux de Gengis Khan et tronquent la chronologie, présentant un effondrement de l'Empire en 1260 avec la création de quatre nouvelles dynasties mongoles distinctes : les Yuan de Chines, les Ikhanides en Iran, la Horde d'Or en Russie et les Chagatayides en Asie centrale. Cependant, les réévaluations historiographiques ultérieures démontrent que les années 1260 correspondent plutôt à une nouvelle phase politique et économique qui permet aux descendants de Gengis Khan de maintenir leur domination. La fragmentation impériale se produira un siècle plus tard.
Une autre historiographie vieillie, et toujours active, prétend que les conquêtes sont l'affaire des nomades tandis que l'administration est celle des sédentaires. Cette théorie erronée estime que l'empire mongol n'est pas le fruit des mongols et de leurs cultures, mais de civilisations sédentaires plus avancées. Des travaux récents présentent une historiographie révisée qui démontre que les Mongols ne se sédentarisent pas et exploitent le pastoralisme dans leur mode de gouvernance, leur permettant de s'implanter durablement grâce à une administration mobile capable de centraliser indirectement l'exercice du pouvoir.
Au cliché du guerrier vainqueur, brutal et sans pitié encore véhiculé dans l'industrie du cinéma, les jeux et la publicité, coexiste un autre cliché qui est celui de nomades pastoraux dépourvus d'histoire et menant une vie en harmonie avec la nature. Ce cliché du bon sauvage reste très soutenu par le secteur touristique. Les historiens s'efforcent de redéfinir l'image des Mongols, de l'Empire mongol et de l'héritage de celui-ci.